# Bertil Roxendorff
Bertil Roxendorff (tidigare Roxman), född 1657 i Östergötland, död 12 oktober 1711, var en svensk militär. 

## Biografi
Roxendorff föddes 1657 i Östergötland. Han var son till löjtnanten Jonas Månsson och Catharina Elisabet von Osten. Roxendorff blev 1674 ryttare vid Östgöta kavalleriregemente. Han blev vid nämnda regemente kvartermästare 1677, kornett 4 oktober 1681, löjtnant 6 mars 1690, regementskvartermästare 23 november 1690, ryttmästare 13 april 1700, major 12 december 1704 och slutligen överstelöjtnant 27 juli 1705. Roxendorff adlades 10 november 1705 till Roxendorff och fick sin avlidna broder Johan Baltzar Roxendorffs vapen och efternamn. Han introducerades 1707 som nummer 1406. Den 8 november 1706 avskedades han som överste och blev åter 30 september 1709 överstelöjtnant vid regementet. Fick fullmakt 22 november 1710. Roxendorff avled 1711 och begravdes i Östra Skrukeby kyrka.

### Familj
Roxendorff gifte sig 10 januari 1682 i Linköping med Valborg Jönsdotter (1661–1735), som var dotter till befallningsmannen Jöns Andersson. De fick tillsammans följande barn:
- Johan Roxendorff (dog 1700), adjutant
- Anna Christina Roxendorff (dog 1741),  gift med löjtnant Johan Gustaf Lohm
- Bleckert Roxendorff  (dog 1705), löjtnant
- Catharina Elisabet Roxendorff (dog 1728),  gift med kornett Mikael Schierman
- Lars Roxendorff (1686–1695), underofficer
- Brita Helena Roxendorff
- Valborg Roxendorff (dog 1736), gift med ryttmästare Per Ridderström
- Brita Roxendorff (1696–1743), gift med kornett Axel Spaak och överinspektoren Johan Beronius
- Per Roxendorff (dog 1742), löjtnant
- Beata Roxendorff (1695–1695)
- Eva Roxendorff (1696–1747), gift med löjtnant Olof Schierman
- Carl Roxendorff (född 1697), korpral
- Adam Roxendorff (1698–1742), kvartermästare
- Lars Bertil Roxendorff (1700–1769), major
- Beata Roxendorff (1701–1751), gift med kvartermästare Lars Schiärling